# Maripa nicaraguensis
Maripa nicaraguensis är en vindeväxtart som beskrevs av William Botting Hemsley. Maripa nicaraguensis ingår i släktet Maripa och familjen vindeväxter. Inga underarter finns listade i Catalogue of Life.